# غريفيلية
غِرِيفيْلِيَة (الاسم العلمي: Grevillea)،المعروفة باسم زهور العنكبوت، هو جنس يتكون من قرابة 360 نوعًا من النباتات المُزهرة دائمة الخضرة من فصيلة بروطية. النباتات في جنس غريفيلية عبارة عن شجيرات، نادرًا ما تكون أشجارًا، أوراقها متعاقبة على طول الفروع، والزهور جانبية التناظر، مرتبة في شمراخ في نهاية العَساليجُ، وثمارة جرابية ذات أنقسام أحادي الجانب، وتطلق بذرة واحدة أو بذرتين.
الاسم العلمي للجنس مُهدى لتشارلز فرانسيس غريفيل، راعي علم النبات في القرن الثامن عشر والمؤسس المشارك للجمعية الملكية البستانية.